# قازان زمین
قازان زمین (ترکی آذربایجانی: Qazanzəmi) یک منطقهٔ مسکونی در جمهوری آرتساخ است که در استان کاشاتاق واقع شده‌است.